# Рочестер-Гіллс (Мічиган)
Рочестер-Гіллс (англ. Rochester Hills) — місто (англ. city) в США, в окрузі Окленд штату Мічиган. Населення — 76 300 осіб (2020).
У цьому місті виросла всесвітньовідома співачка, «Королева поп-музики» Мадонна.

## Географія
Рочестер-Гіллс розташований за координатами 42°39′49″ пн. ш. 83°9′33″ зх. д. / 42.66361° пн. ш. 83.15917° зх. д. (42.663484, -83.159196).  За даними Бюро перепису населення США в 2010 році місто мало площу 85,24 км², з яких 85,00 км² — суходіл та 0,23 км² — водойми.

## Демографія
Згідно з переписом 2010 року, у місті мешкало 70 995 осіб у 27 578 домогосподарствах у складі 19 308 родин. Густота населення становила 833 особи/км².  Було 29494 помешкання (346/км²).
Расовий склад населення:
| - 82,1 % — білих - 10,5 % — азіатів - 4,5 % — чорних або афроамериканців - 0,2 % — корінних американців |

До двох чи більше рас належало 1,9 %. Частка іспаномовних становила 3,1 % від усіх жителів.
За віковим діапазоном населення розподілялося таким чином: 23,7 % — особи молодші 18 років, 62,5 % — особи у віці 18—64 років, 13,8 % — особи у віці 65 років та старші. Медіана віку мешканця становила 40,9 року. На 100 осіб жіночої статі у місті припадало 93,7 чоловіків;  на 100 жінок у віці від 18 років та старших — 90,2 чоловіків також старших 18 років.
Середній дохід на одне домашнє господарство  становив 105 462 долари США (медіана — 82 112), а середній дохід на одну сім'ю — 127 226 доларів (медіана — 103 685). Медіана доходів становила 80 209 доларів для чоловіків та 51 217 доларів для жінок. За межею бідності перебувало 5,5 % осіб, у тому числі 4,3 % дітей у віці до 18 років та 6,0 % осіб у віці 65 років та старших.
Цивільне працевлаштоване населення становило 36 321 осіб. Основні галузі зайнятості: освіта, охорона здоров'я та соціальна допомога — 22,2 %, виробництво — 20,9 %, науковці, спеціалісти, менеджери — 14,9 %, роздрібна торгівля — 9,4 %.